# 普瓦-泰龙站
普瓦-泰龙站是法国的一个铁路车站，位于法国东北部城市普瓦-泰龙。

## 位置
普瓦-泰龙站位于普瓦-泰龙市区的西部。车站大致呈南北走向，开口朝东。

## 车站设施
普瓦-泰龙站是一个小型的铁路乘降所，站内没有人工售票窗口，仅有一台TER自动售票机，只能出售区域列车的车票。

## 停靠线路
以下列车线路在普瓦-泰龙站停靠：
| 普瓦-泰龙站列车线路表                    |              |                    |                   |              |
| 线路                                     | 车种         | 上一站             | 下一站            | 大致运行频率 |
| 香槟-阿登TGV/兰斯—沙勒维尔-梅济耶尔/色当 | 法国大区列车 | 勒泰勒/阿马涅-吕基 | 沙勒维尔-梅济耶尔 | 每天7趟左右  |
| 1.                                       |              |                    |                   |              |

## 配套交通

### 大巴车
普瓦-泰龙站对应的大巴车上下车地点位于车站前方的广场上。当某条铁路线施工或罢工时，SNCF也会提供途径该线路沿途站点的大巴车。

### 市区公交
普瓦-泰龙站附近暂无城市公共交通线路。

## 临近车站
| 普瓦-泰龙站（Gare de Poix-Terron） |                  |          |
| 上行车站                           | 线路             | 下行车站 |
| 阿马涅-吕基站←                     | 苏瓦松－日韦铁路 | →莫翁站  |
| - 本表仅显示运营中的线路及车站     |                  |          |